# Lama (řeka)
Lama (rusky Лама) je řeka v Moskevské a v Tverské oblasti v Rusku. Je 139 km dlouhá. Povodí má rozlohu 2330 km².

## Průběh toku
Řeka ústí do Šošinského zálivu Volžské přehrady. Před vybudováním přehrady byla přítokem řeky Šoši.

## Vodní stav
Zdrojem vody jsou především sněhové srážky. Průměrný roční průtok vody na středním toku činí 8,49 m³/s. Zamrzá v listopadu a rozmrzá na konci března až na začátku dubna.

## Historie
V minulosti po řece vedla vodní cesta (vlečení po Lamě) z Volhy k řece Moskvě. Ve 12. století zde vzniklo město Volokolamsk.